# Coupe de Calédonie 2005/06
Der Coupe de Calédonie 2005/06 war die 51. Auflage des neukaledonischen Fußballpokals für Vereinsmannschaften. Im Endspiel holte sich der AS Mont Dore zum ersten Mal den Pokal, nachdem man im Finale den JS Baco mit 2:1 bezwang, der schon im vorherigen Jahr das Pokalfinale verlor, damals gegen den AS Magenta.

## Achtelfinale
Die Achtelfinalpartien wurden am 11. März 2006 ausgespielt.
|                | Ergebnis  |                |
| -------------- | --------- | -------------- |
| ACB Poya       | 1:7       | AS Magenta     |
| AS Kirikitr    | 0:1       | JS Baco        |
| Béthel Sport   | 2:1 n. V. | AS Auteuil     |
| Mouli Sport    | 1:7       | AS Mont Dore   |
| Thio Sports    | 7:1       | AS Kunié       |
| RS Koumac      | 4:1       | CA Saint-Louis |
| Gaïtcha FCN    | 0:3       | USC Nouméa     |
| SC Ponérihouen | 5:7 n. V. | RC Poindimié   |

## Viertelfinale
Die Viertelfinalpartien wurden am 1. April 2006 ausgespielt.
|              | Ergebnis  |              |
| ------------ | --------- | ------------ |
| Béthel Sport | 0:2       | AS Mont Dore |
| RS Koumac    | 3:2       | RC Poindimié |
| USC Nouméa   | 0:1       | Thio Sports  |
| JS Baco      | 3:1 n. V. | AS Magenta   |

## Halbfinale
Die Halbfinalpartien wurden 29. April 2006 im Stade Numa-Daly ausgespielt.
|              | Ergebnis  |             |
| ------------ | --------- | ----------- |
| AS Mont Dore | 2:1 n. V. | Thio Sports |
| JS Baco      | 3:0       | RS Koumac   |

## Finale
| AS Mont Dore                       | AS Mont Dore | JS Baco | JS Baco |
| ---------------------------------- | --- | --- | ------- |
| AS Mont Dore                       | \| 27. Mai 2006 \| \| Ergebnis: 2:1 n. V. (1:1, 1:0) \| \| Zuschauer: ? \| \| Schiedsrichter: ? ( Neukaledonien) \| | \| 27. Mai 2006 \| \| Ergebnis: 2:1 n. V. (1:1, 1:0) \| \| Zuschauer: ? \| \| Schiedsrichter: ? ( Neukaledonien) \| | JS Baco |
| AS Mont Dore                       | Yann Faye, Fabrice Wédé, Christophe Oirémoin , Ludovic Wakanumuné, Martial Nemoadjou, Boéhé, Mandaoué (65. Stanley Kabeu (80. Jose Euriboa)), Marius Mapou, Jean Wakanumuné, Daniel Harper (46. Armand Ihily), Ramon Djamali Cheftrainer: Jean-Paul Salvatore | Marc Ounémoa, Pourouda (85. D. Wayaridri), Julien Poadjaré, Christian Villepreux, Mercier, Stéphane Upa, Fabien Saridjan, Robert Wayaridri, Enrick Poadjaré (68. Néa), Stéphane My, Poaméno Cheftrainer: Raymond Wayaridri | JS Baco |
| AS Mont Dore                       | 1:0 Ramon Djamali (34.) 2:1 Ludovic Wakanumuné (100.) | 1:1 Stéphane My (90.+2') | JS Baco |
| 27. Mai 2006                       | | |         |
| Ergebnis: 2:1 n. V. (1:1, 1:0)     | | |         |
| Zuschauer: ?                       | | |         |
| Schiedsrichter: ? ( Neukaledonien) | | |         |